# Prosopocera uniformis
Prosopocera uniformis là một loài bọ cánh cứng trong họ Cerambycidae.